# Antonio Biglia
Antonio Biglia (Milano, dicembre 1708 – Milano, 29 novembre 1755) è stato un arcivescovo cattolico italiano.

## Biografia

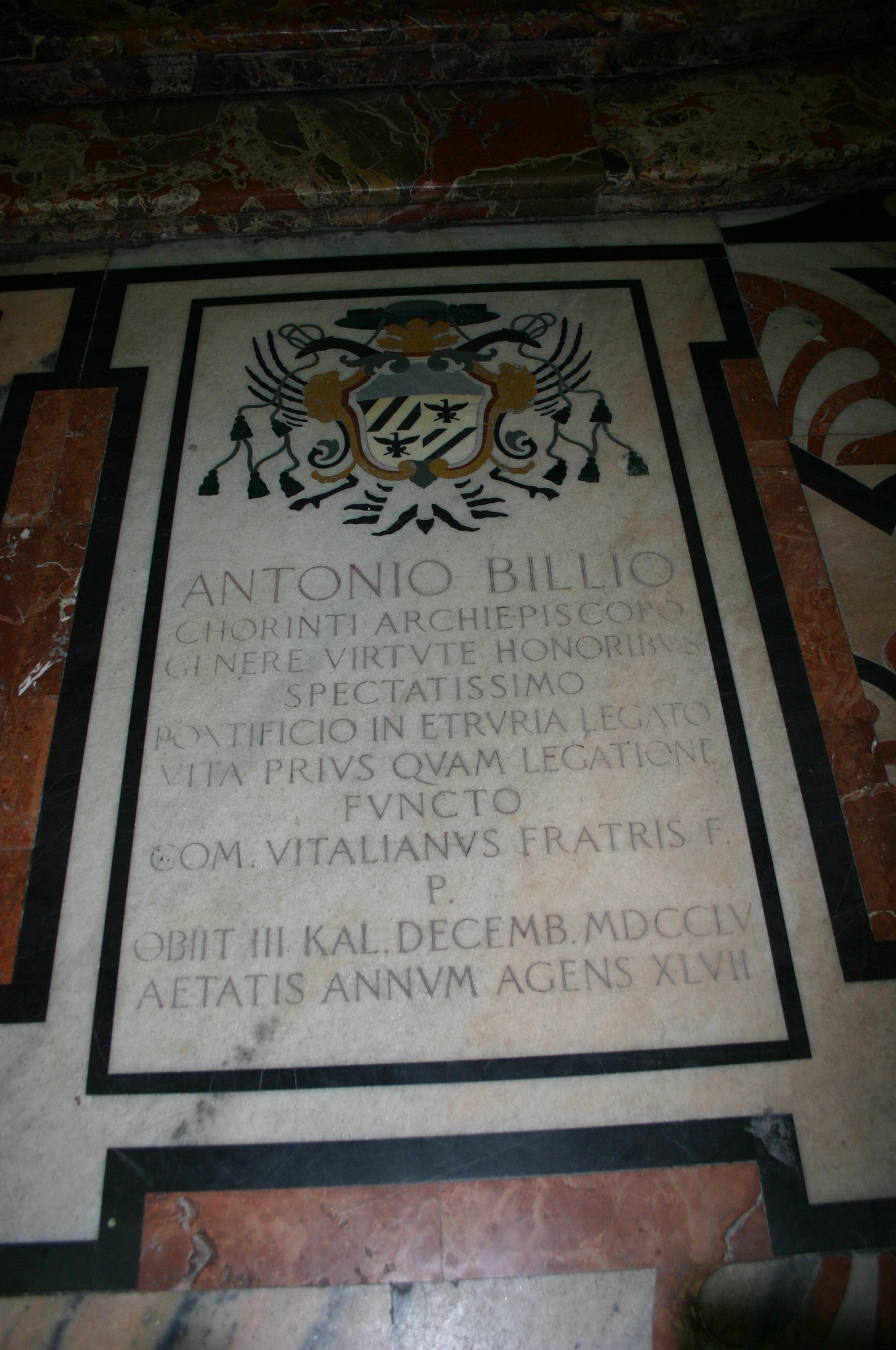
La tomba di Antonio Biglia nel Duomo di Milano.

Antonio Biglia nacque nel dicembre del 1708 a Milano, in seno alla nobile famiglia omonima, figlio del conte Vitaliano e della marchesa Giovanna Cesarini.
Intrapresi gli studi ecclesiastici venne ordinato sacerdote il 15 agosto 1739. Il 22 luglio 1754 fu eletto arcivescovo titolare di Corinto e contestualmente nominato nunzio apostolico per il Granducato di Toscana, carica della quale però non riuscì mai a prendere effettivamente possesso a causa della sua prematura morte.
Morì il 29 novembre 1755 a Milano e la sua salma venne tumulata nel Duomo di Milano a fianco a quella di altri arcivescovi e cardinali milanesi, su interessamento del fratello Vitaliano e per concessione dell'allora arcivescovo Giuseppe Pozzobonelli.

## Genealogia episcopale
La genealogia episcopale è:
- Cardinale Scipione Rebiba
- Cardinale Giulio Antonio Santori
- Cardinale Girolamo Bernerio, O.P.
- Arcivescovo Galeazzo Sanvitale
- Cardinale Ludovico Ludovisi
- Cardinale Luigi Caetani
- Cardinale Ulderico Carpegna
- Cardinale Paluzzo Paluzzi Altieri degli Albertoni
- Papa Benedetto XIII
- Cardinale Giuseppe Maria Feroni
- Arcivescovo Antonio Biglia